# پیت براون
پیت براون (انگلیسی: Pete Brown; ۲۵ دسامبر ۱۹۴۰ – ۱۹ مهٔ ۲۰۲۳) خواننده اهل انگلستان بود.